# Rekowe
Rekowe (deutsch Rekowen, 1938 bis 1945 Reckau) ist ein kleiner Ort in der  polnischen Woiwodschaft Ermland-Masuren und gehört zur Landgemeinde Jedwabno (1938 bis 1945 Gedwangen) im Powiat Szczycieński (Kreis Ortelsburg).

## Geographische Lage
Rekowe liegt am Ostufer des Rekowen-Sees (1938 bis 1945 Reckauer See, polnisch Jezioro Rekowe) in der südlichen Mitte der Woiwodschaft Ermland-Masuren, 29 Kilometer nordöstlich der früheren Kreisstadt Neidenburg (polnisch Nidzica) bzw. 15 Kilometer südwestlich der heutigen Kreismetropole Szczytno (deutsch Ortelsburg).

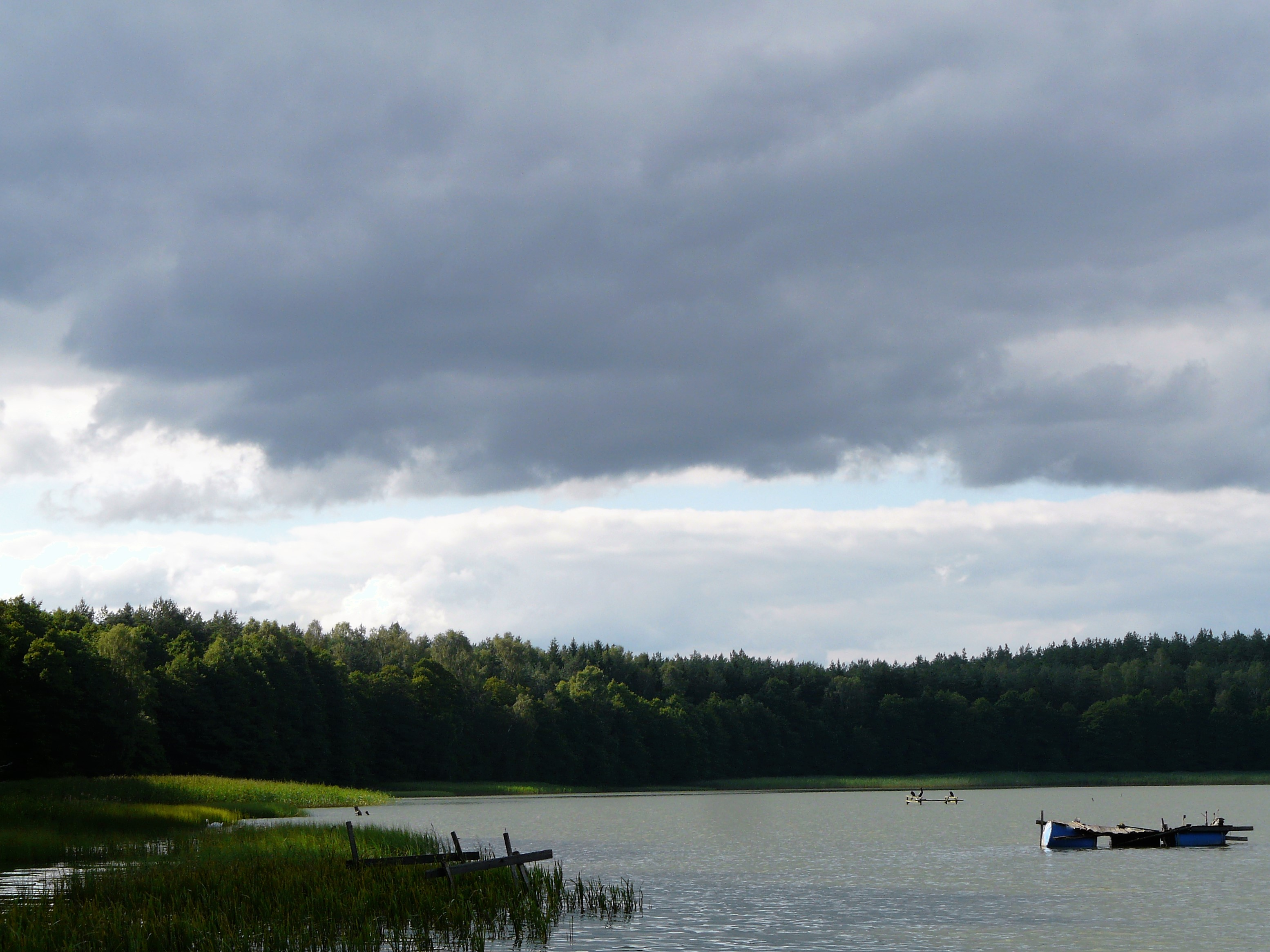
Der Jezioro Rekowe (Rekowen-See/Reckauer See)

## Geschichte
Rekowen war bis 1945 eine kleine Försterei, die dem Staatsforst Grüneberg (polnisch Leśne Dwór) zugeordnet war. Der Ort bildete einen Wohnplatz innerhalb der Landgemeinde Schuttschenofen (polnisch Piduń) im ostpreußischen Kreis Neidenburg. Im Jahre 1905 zählte der kleine Forstort sieben Einwohner. Am 3. Juni – amtlich bestätigt am 16. Juli – 1938 wurde Rekowen aus politisch-ideologischen Gründen der Abwehr fremdländisch klingender Ortsnamen in „Reckau“ umbenannt.
In Kriegsfolge kam das Dorf 1945 mit dem gesamten südlichen Ostpreußen zu Polen und erhielt die polnische Namensform „Rekowe“. Heute ist die Waldsiedlung (polnisch Osada leśna) eine Ortschaft innerhalb der Landgemeinde Jedwabno (1938 bis 1945 Gedwangen) im Powiat Szczycieński (Kreis Ortelsburg), bis 1998 der Woiwodschaft Olsztyn, seither der Woiwodschaft Ermland-Masuren zugehörig.

## Kirche
Bis 1945 war Rekowen resp. Reckau kirchlicherseits nach Jedwabno orientiert: zur evangelischen Kirche Jedwabno in der Kirchenprovinz Ostpreußen der Kirche der Altpreußischen Union und zur dortigen römisch-katholischen Kirche im Bistum Ermland. Der Bezug nach Jedwabno besteht auch heute für Rekowe, wobei der Ort nun zur Diözese Masuren in der Evangelisch-Augsburgischen Kirche in Polen bzw. zum jetzigen Erzbistum Ermland gehört.

## Verkehr
Rekowe liegt an einer Nebenstraße, die entlang des Ostufers des Sees verläuft und von Piduń (Schuttschenofen), aber auch von Rekownica (Rekownitza, 1921 bis 1945 Großwalde) aus zu erreichen ist. Eine Anbindung an den Bahnverkehr besteht nicht.